# Perfluorbutansulfonamid
Perfluorbutansulfonamid (FBSA) ist eine chemische Verbindung, die zu den per- und polyfluorierten Alkylverbindungen (PFAS) gehört.
In der Umwelt kann FBSA zu Perfluorbutansulfonsäure (PFBS) umgewandelt werden.
Mit einem Bioakkumulationsfaktor von 3400–6500 L/kg (ganzer Fisch) ist FBSA bioakkumulativ und erfüllt das Kriterium für B und allenfalls auch vB. Verglichen mit PFBS ist die Bioakkumulation deutlich höher.